# Gakenke (Sektor)
Gakenke ist einer von 19 Sektoren des gleichnamigen Distrikts Gakenke in der Nordprovinz von Ruanda.

## Geographie
Der Sektor hat eine Fläche von 41,9 km² und liegt auf einer Höhe von etwa 1700 m. Er unterteilt sich in die vier Zellen Buheta, Kagoma, Nganzo und Rusagara. Nachbarsektoren sind im Norden Nemba, im Osten Gashenyi, im Südosten Rushashi, im Südosten Minazi, im Südwesten Mataba und Muzo, im Westen Janja und im Nordwesten Busengo und Kivuruga. Ein in Nord-Süd-Richtung den Sektor durchlaufender Fluss ist der Base.

## Bevölkerung
Nach Stand der Volkszählung von 2022 liegt die Einwohnerzahl bei 25.325. Zehn Jahre zuvor waren es 22.670, was einem jährlichen Bevölkerungszuwachs von 1,1 Prozent zwischen 2012 und 2022 entspricht.

## Verkehr
Entlang der Nordseite des Sektors verläuft die Nationalstraße 2. Von dieser aus laufen zwei Stand 2022 nicht asphaltierte District Roads nach Süden.

## Gesundheitswesen
Im Sektor befindet sich das Nganzo Health Center.